# Miss Universo Paraguay 2020
Miss Universo Paraguay 2020 se llevó a cabo en el Complejo Veranda del Hotel Casino Yacht y Golf Club Paraguayo en Lambaré (Paraguay) el 3 de diciembre.
Al final del evento, Ketlin Lottermann, Miss Universo Paraguay 2019, coronó como su sucesora a Vanessa Castro, quien representó a Paraguay en la 69.ª edición del Miss Universo.
El concurso fue presentado por Mario Ferreiro, y emitido a través de redes sociales. El disc-jockey Sebastián Castello y el violinista Steven Wu se encargaron del entretenimiento.

## Resultados
La ganadora y las finalistas fueron las siguientes candidatas:
| Posición                    | Concursante            |
| --------------------------- | ---------------------- |
| Miss Universo Paraguay 2020 | Vanessa Castro Guillén |
| Virreina                    | Gabriela Benítez       |
| 1.ª princesa                | Araceli Domínguez      |
| 2.ª princesa                | Cristina Benítez       |

### Premios especiales
Los premios fueron otorgados a las siguientes candidatas:
| Premio              | Concursante     |
| ------------------- | --------------- |
| Miss Redes Sociales | Yenny Benítez   |
| Mejor Rostro        | Sandra Sanabria |
| Miss Elegancia      | Sara Ramos      |
| Miss Fotogénica     | Keren Gavilán   |
| Miss Simpatía       | Viviana Vera    |
| Miss Silueta        | Cindy Aquino    |

## Candidatas
Las diez candidatas al título fueron las siguientes:
| N.º | Candidata         | Edad | Procedencia |
| --- | ----------------- | ---- | ----------- |
| 1   | Viviana Vera      | 24   | San Lorenzo |
| 2   | Sandra Sanabria   | 27   |             |
| 3   | Cindy Aquino      | 21   |             |
| 4   | Keren Gavilán     | 20   |             |
| 5   | Sara Ramos        | 25   |             |
| 6   | Gabriela Benítez  | 25   |             |
| 7   | Vanessa Castro    | 27   | Caacupé     |
| 8   | Cristina Benítez  | 25   |             |
| 9   | Araceli Domínguez | 22   |             |
| 10  | Yenny Benítez     | 20   |             |